# کایل گالنر
کایل استیون گالنر (انگلیسی: Kyle Steven Gallner؛ زادهٔ ۲۲ اکتبر ۱۹۸۶) هنرپیشه اهل ایالات متحده آمریکا است. او به خاطر ایفای نقش کسیدی «بیور» کازابلانکا در مجموعه تلویزیونی ورونیکا مارس، نقش ابرقهرمان بارت آلن در سریال درام اسمالویل، رید گرت در سریال پلیسی سی‌اس‌آی: نیویورک، و نقش اصلیِ هسیل فارل در سریال درام بیگانگان شناخته شده‌است. او همچنین برای نقش‌هایش در تک‌تیرانداز آمریکایی و فیلم‌های ترسناک جن‌زدگی در کنتیکت، بدن جنیفر، بازسازیِ کابوس در خیابان الم، و لبخند شناخته شده‌است.

## فیلم‌شناسی (گزیده)

### گزیدهٔ آثار سینمایی
| سال  | عنوان                        | نقش             | یادداشت‌ها |
| ---- | ---------------------------- | --------------- | --------- |
| ۲۰۰۱ | تابستان داغ و مرطوب آمریکایی | رفیق بابی       |           |
| ۲۰۰۴ | پرندگان کوچک                 |                 |           |
| ۲۰۰۵ | چشم قرمز                     | برادر هدفون کید |           |
| ۲۰۰۶ | دانیکا                       |                 |           |
| ۲۰۰۸ | باغ‌های شب                    | رتبوی           |           |
| ۲۰۰۸ | سرخ                          | هارولد          |           |
| ۲۰۰۹ | جن‌زدگی در کنتیکت             | مت کمبل         |           |
| ۲۰۰۹ | بدن جنیفر                    | کالین گری       |           |
| ۲۰۱۰ | گیلاس                        | آرون            |           |
| ۲۰۱۱ | وضعیت قرمز                   | جارود           |           |
| ۲۰۱۲ | سیاه‌مست                      | اوون هانا       |           |
| ۲۰۱۳ | موجودات زیبا                 | لارکین          |           |
| ۲۰۱۳ | سی‌بی‌جی‌بی                     | لو رید          |           |
| ۲۰۱۴ | تک‌تیرانداز آمریکایی          | وینستون         |           |
| ۲۰۱۴ | درست قبل از رفتن من          | زیک             |           |
| ۲۰۱۵ | دسته سارقان                  | هاکلبری فین     |           |
| ۲۰۱۵ | به خوشبختی خوش آمدید         | وودی            |           |
| ۲۰۱۶ | بهترین ساعات                 | اندرو فیتزجرالد |           |
| ۲۰۲۰ | اشباح جنگ                    | تاپرت           |           |
| ۲۰۲۲ | جیغ                          | وینس اشنایدر    |           |
| ۲۰۲۲ | لبخند                        | جوئل            |           |

### گزیدهٔ آثار تلویزیونی
| سال              | عنوان                           | نقش                     | یادداشت‌ها                                    |
| ---------------- | ------------------------------- | ----------------------- | -------------------------------------------- |
| ۲۰۰۰             | دیدبان سوم                      | رالی                    | قسمت: «Young Men and Fire...»                |
| ۲۰۰۲             | نظم و قانون: واحد قربانیان ویژه | مارک لسینسکی            | قسمت: «Juvenile»                             |
| ۲۰۰۴; ۲۰۰۷; ۲۰۰۹ | اسمالویل                        | بارت آلن                | قسمت‌ها: «Run»، «Justice» و «Doomsday»        |
| ۲۰۰۵             | جک و بابی                       | بی‌جی بونگارو            | قسمت‌ها: «Time Out of Live» و «Querida Grace» |
| ۲۰۰۵             | قاضی ایمی                       | زکری پتیت               | قسمت: «The Long Run»                         |
| ۲۰۰۵             | سی‌دابلیو                        | شان دیویس               | قسمت: «Sundown»                              |
| ۲۰۰۵–۲۰۰۶        | ورونیکا مارس                    | کسیدی «بیور» کازابلانکا | نقش اصلی (فصل ۲)؛ نقش تکرارشونده (فصل ۱)     |
| ۲۰۰۶             | استخوان‌ها                       | جرمی فارل               | قسمت: «The Girl with the Curl»               |
| ۲۰۰۶             | کلوز د هوم                      | جیکوب تاورز             | قسمت: «The Good Doctor»                      |
| ۲۰۰۶             | پرونده سرد                      | کامرون کولتر            | قسمت: «Rampage»                              |
| ۲۰۰۶–۲۰۰۷        | عشق بزرگ                        | جیسون اِمبری             | نقش تکرارشونده (فصل ۱–۲)                     |
| ۲۰۰۶–۲۰۱۰        | سی‌اس‌آی: نیویورک                 | رید گرت                 | نقش تکرارشونده (فصل ۳–۶)                     |
| ۲۰۰۷             | نظم و قانون: واحد قربانیان ویژه | شِین میلز                | قسمت: «Impulsive»                            |
| ۲۰۰۷             | متوسط                           | استفانِ جوان             | قسمت: «The Boy Next Door»                    |
| ۲۰۰۸             | زندگی                           | زک ساتر                 | قسمت: «Black Friday»                         |
| ۲۰۱۲             | ذهن‌های جنایتکار                 | جیمز هیتریج             | قسمت: «Heathridge Manor»                     |
| ۲۰۱۳             | مردگان متحرک                    | زک                      | قسمت: «30 Days Without an Accident»          |